# Freddie Mac
La Federal Home Loan Mortgage Corporation (FHLMC), surnommée « Freddie Mac », est une Government Sponsored Enterprise (GSE), c'est-à-dire une société d'économie mixte à capitaux privés et à mission publique, créée par le gouvernement fédéral américain en 1970 dans le but d'augmenter la taille du marché des prêts hypothécaires. Elle fut particulièrement destinée à empêcher la constitution d'un monopole de la Federal National Mortgage Association (appelée communément pour sa part Fannie Mae) qui avait été privatisée en 1968 pour soustraire ce secteur du budget fédéral américain déjà lourdement déficitaire.  
Plus précisément il s'agit d'une société par actions qui, missionnée par le congrès, bénéficie de privilèges (particulièrement fiscaux), notamment pour titriser des hypothèques. Elle achète ainsi des hypothèques sur le marché des prêts hypothécaires de première main, les assemble et les revend à des investisseurs sur le marché mondial.
Son surnom « Freddie Mac » est une variation phonétique faite à partir de son sigle, ce qui permet de l'identifier plus facilement.
Bien que son capital soit privé, la mission de service public et les privilèges qu'elle en tire font que cette société est considérée comme implicitement garantie par la puissance publique, même si aucun dispositif légal ne l'explicite. En outre, beaucoup de gens œuvrant dans le secteur de la finance estiment qu'elle est trop importante pour que la puissance publique la laisse tomber en faillite le cas échéant (too big to fail). Ainsi, le 26 juillet 2008, au moment de la crise des subprimes, le gouvernement fédéral intervient pour prévenir sa faillite, juste avant son dépôt de bilan potentiel et procédera à sa nationalisation en septembre 2008.

## Histoire
Fannie Mae, alors agence du gouvernement fédéral, est créée en 1938 par la puissance publique américaine. Le président Franklin Roosevelt souhaite promouvoir l'accès à la propriété immobilière et pour cela faciliter le marché hypothécaire en le rendant plus liquide. Trois décennies après, la guerre du Viêt Nam engendre des difficultés budgétaires de la puissance publique qui cherche alors à se désengager des activités porteuses de dettes ou de dépenses budgétaires. En 1968 Fannie Mae est transformée en Government Sponsored Enterprise (GSE), société à capitaux privée et à mission de service public définie par la puissance publique. Richard Nixon souhaite placer en situation de concurrence Fannie Mae. En 1970 est créée sa sœur cadette Freddie Mac. Ces deux GSE auront des missions similaires mais se différencieront partiellement. Ainsi Fannie Mae traite principalement avec les grands organismes bancaires alors que Freddie Mac traite principalement avec les organismes de crédit de plus petite taille. 

### Crise des subprimes
Freddie Mac et sa sœur aînée Fannie Mae jouent un rôle majeur dans le système de titrisation au cœur de la crise des subprimes survenue en 2007 et en 2008. En mars 2007, le gouverneur de la Réserve fédérale (Fed), Ben Bernanke, donne une allocution consacrée au risque systémique porté par ces deux GSE dont la dette est alors de 5 200 milliards de dollars. À la mi-2008, alors que la crise des subprimes s'apprête à connaître son paroxysme, elles possèdent ou garantissent environ 5 400 milliards de dollars du marché américain des hypothèques, évalué à environ 12 000 milliards de dollars,.
En 2008, à la suite de la chute des marchés immobiliers, Freddie Mac subit des pertes de plusieurs milliards de dollars pendant quatre trimestres, au point où elle incapable d'assurer sa mission première qui est de financer le secteur des prêts hypothécaires dans le pays. Le gouvernement fédéral décide d'en prendre le contrôle en septembre 2008 par le biais de la Federal Housing Finance Agency (en) (FHFA), organisme qui le régule.
Le 23 janvier 2009, Freddie Mac annonce son intention de recourir à une aide supplémentaire pouvant atteindre jusqu'à 35 milliards de dollars pour parvenir à éponger les pertes sur ses mauvais prêts.
En 2009, malgré le sauvetage financier réalisé par le gouvernement à la suite de performances financières catastrophiques, plusieurs cadres de Freddie Mac recevront des bonus pouvant atteindre jusqu'à 100 000 dollars.

## Principaux actionnaires
Au 19 avril 2020.
| Capital Research & Management -GO-  | 14,1% |
| Capital Research & Management       | 13,8% |
| ClearBridge                         | 8,20% |
| Hotchkis & Wiley Capital Management | 4,72% |
| Capital Research & Management -WI-  | 4,44% |
| Brandes Investment Partners         | 3,98% |
| The Vanguard Group                  | 3,50% |
| Dreman Value Management             | 3,43% |
| Putnam                              | 3,42% |
| Wellington Management               | 3,30% |